# Pau Torroja
Pau Torroja (Reus, segles XVIII - xix) va ser un comerciant, hisendat i polític català.
El 13 d'agost de 1811, davant de la inhibició de l'alcalde Josep Baiges a l'ajuntament de Reus, va ser nomenat alcalde Joan Magrinyà, un advocat de 38 anys que al·legà malaltia per no prendre possessió del càrrec. Magrinyà va ser alcalde amb el retorn de l'absolutisme, el 1814. Pau Torroja va exercir d'alcalde fins al novembre de 1811, quan va ser substituït "provisionalment" pel sots-batlle Josep Giol que va actuar de primer mandatari fins al novembre de 1812 tot i que Torroja en va mantenir la titularitat.
Afrancesat, quan la ciutat de Reus estava ocupada per les tropes franceses, va ser nomenat administrador superior dels béns nacionals directament pel general Suchet el 20 de desembre de 1811. Va ser honest en la seva gestió i va denunciar de manera implacable els abusos comesos per altres funcionaris francesos que administraven la zona. Va acusar l'administrador de Reus monsieur Bourgeois d'amoral i sense escrúpols, de robar les contribucions i d'admetre suborns, cosa amb la qual va aconseguir la seva destitució. També va acusar de corrupció al comissari Dufour, al general Aussenac, governador de Reus i al director de duanes Falley. Suchet, que respectava Torroja, va fer obrir diversos expedients als denunciats, que en algun cas va acabar amb la destitució, com ara la del superior jeràrquic de Torroja, d'Arlincourt. Torroja estava plenament convençut de l'avenç ideològic que representava la Revolució Francesa, i esperava que portaria un règim més liberal. Quan el 1812 l'imperi francès va annexionar-se Catalunya, Torroja protestà, dient: «asseguren que hem de ser francesos». A Reus hi va haver més col·laboradors de l'exèrcit d'ocupació i de l'administració creada. Quan Lacy va entrar a Reus l'abril de 1813 va fer embarcar cap a Cadis uns 200 reusencs que havien col·laborat amb els francesos.